# Magyar Hadisírgondozásért Kitüntető Cím
A Magyar Hadisírgondozásért Kitüntető Cím a honvédelmi miniszter, illetve a Honvéd Vezérkar Főnöke által adományozható kitüntetés, átadásának részleteit a 15/2013. (VIII. 22.) HM rendelet szabályozza.
A kitüntetést arany, ezüst és bronz fokozatban a magyar hadisírok, hadi emlékművek és kegyeleti helyek ápolásának és gondozásának, valamint e tevékenységek támogatásának elismerésére adományozza a Honvéd Vezérkar. Arany fokozatban évente legfeljebb 2 fő, ezüst fokozatban legfeljebb 3 fő, bronz fokozatban pedig legfeljebb 4 fő kaphatja. Az elismerés azonos fokozata ugyanazon személy részére legfeljebb két alkalommal adományozható.

## Leírása
A szalag háromszög alakúra hajtott, egyenlő széles fekete-vörös-fehér-zöld-fehér-vörös-fekete sávokkal.

### Arany fokozat
Középpont felé összefutó szárú, ezüstszínű, 35 mm átmérőjű kereszt, fekete zománcszegéllyel. Felső szárában „PRO CUSTODIA”, bal szárában „TUMULORUM”, jobb szárában „MILITUM” vésett felirat, fekete betűkkel, alsó szárán sötétbarna sírhalom látható, amelyből 2 mm szélességű sötétbarna latin kereszt emelkedik ki, tetején döntött, jobbra néző sötétbarna rohamsisak nyugszik. Középpajzsa stilizált aranyszínű babérkoszorú, benne sugarak.

### Ezüst fokozat
Az arany fokozattal azonos kialakítású kereszt, azzal az eltéréssel, hogy középpajzsa ezüstszínű.

### Bronz fokozat
Az arany fokozattal azonos kialakítású kereszt, azzal az eltéréssel, hogy középpajzsa bronzszínű.

## Adományozottak[1]
|      | I. OSZTÁLY                           | II. OSZTÁLY                    | III. OSZTÁLY                            |                               |                  |                  |
| 2004 | I. OSZTÁLY                           | II. OSZTÁLY                    | III. OSZTÁLY                            | Dr. Abonyi Mátyás ny. ezredes | dr. Andor Ferenc | Brumbauer István |
| 2004 | Erdős László ny. ezredes             | dr. Bús János alezredes        | Gáspár László                           |                               |                  |                  |
| 2004 | Vajda József                         | Hambuch Norbert                | Mártha Tibor                            |                               |                  |                  |
| 2004 |                                      | Lázár Dezső alezredes          | Mattheidesz Konrád                      |                               |                  |                  |
| 2004 |                                      | Óvári Gábor ny. alezredes      | Molnár Tibor                            |                               |                  |                  |
| 2004 |                                      | Varga Attila                   | Puskás Béla                             |                               |                  |                  |
| 2005 | Kontra Ferenc                        | Tóth István mk. ezredes        | Horváth Gábor törzszászlós              |                               |                  |                  |
| 2005 | Dr. Katona Tamás                     | Svidrony Sándor alezredes      | Friedery László                         |                               |                  |                  |
| 2005 | Dr. Kovács István                    | dr. Árvai András               | Somody Sándor                           |                               |                  |                  |
| 2005 | Radnainé dr. Fogarasi Katalin        | Szabó László                   | Zeljko Cimpric                          |                               |                  |                  |
| 2005 | Alex Avanesian                       | Nazarjan Hamlet                | Wittinghof Tamás                        |                               |                  |                  |
| 2006 | Tóth János                           | Zdravko Likar                  | Simon Gyula Mátyás mk. alezredes        |                               |                  |                  |
| 2006 | Dr. h.c.dr.inz. Jozef Byrtus         | Badalján Edward                | Verebélyi György                        |                               |                  |                  |
| 2006 |                                      | Witold Kochan                  | Szeberényi András                       |                               |                  |                  |
| 2006 |                                      | Kazimierz Krok                 | Szlama József                           |                               |                  |                  |
| 2006 |                                      | Kazimierz Sterkowicz           | ifj. Gecse József                       |                               |                  |                  |
| 2007 | Gottfried Hauser                     | Vitalie Ciobanu                | ifj. Miltényi Dénes                     |                               |                  |                  |
| 2007 | Hermina Popeller                     | Szekrényes András              | Feledy Péter                            |                               |                  |                  |
| 2007 | Börcsök András mk. alezredes         | Kővári Árpád                   | Palicka Vladimir ny. ezredes            |                               |                  |                  |
| 2007 | Dióssy László                        | Sliwa Marek Stanislaw          | Pucek Wlodzimierz                       |                               |                  |                  |
| 2007 | Otto Jaus                            | Hlasecka Yveta                 | Swiderski Maciej                        |                               |                  |                  |
| 2008 | Dr. Miltényi Dénes                   | Németh István ny. ezredes      | Pásztor László                          |                               |                  |                  |
| 2008 | Borbély Ilona                        | Pataky József                  | Molnár Piroska                          |                               |                  |                  |
| 2008 | Szunai Miklós                        | mag. Dimitrij Omersa           | Fekete Ferenc Zoltán                    |                               |                  |                  |
| 2009 | Dr. Heinrich Schöll                  | Dr. Bedécs Gyula               | Kovács Mihály                           |                               |                  |                  |
| 2009 | Peter Rieser                         | Máté Gyula                     | Nacsa Ferenc                            |                               |                  |                  |
| 2009 | Jaroslaw Machala                     | Bíró Lajos                     | Mieczyslaw Ostoja-Mitkiewicz            |                               |                  |                  |
| 2009 | Kincs Gábor                          | Nagy József őrnagy             | Jerzy Balanda                           |                               |                  |                  |
| 2009 | Daniel Bajdak                        |                                |                                         |                               |                  |                  |
| 2010 | Rainer Ruff                          | Thomas Rey                     | Kai-Uwe Janouschek                      |                               |                  |                  |
| 2010 | Szalkai Zoltán                       | Rózsahegyi Tamás bv. alezredes | G. Michael Dürre                        |                               |                  |                  |
| 2010 | Kovács Imre ny. ezredes              | Szilassy László                | Gaál József                             |                               |                  |                  |
| 2010 | Kochkin Ihor Taraszevich             | Szeredi Zoltán                 | Barsi Miklós                            |                               |                  |                  |
| 2010 | Kvasznjuk Jarema Bohdanovich         | Széplaki Gábor                 | Máté Gusztáv                            |                               |                  |                  |
| 2011 | Dr. Havasi János                     | Dr. Cech Vilmos                | Kovács János nyá. alezredes             |                               |                  |                  |
| 2011 | Bánkuti Ákos                         | Dr. Margittai Gábor            | Josef Schmid tartalékos főtörzsőrmester |                               |                  |                  |
| 2011 | Herein Gyula                         | Dr. Szentváry-Lukács János     | Emődi István                            |                               |                  |                  |
| 2011 | Renato Tubaro                        | Bányai István Károly           | Stanislaw Maria Frankowsky              |                               |                  |                  |
| 2011 | Čiman Stefan                         | Przemysław Jashółowski         | Jan Woszkiel                            |                               |                  |                  |
| 2012 | Pataky József                        | Fodor Zsolt                    | Jan Podoba                              |                               |                  |                  |
| 2012 |                                      | Lehotai Aladár                 | Győri Gábor                             |                               |                  |                  |
| 2012 |                                      | Molnár Tibor                   | Halasi László                           |                               |                  |                  |
| 2012 |                                      | Jurij Pavlovics Vasziljev      | Kiss Balázs                             |                               |                  |                  |
| 2012 |                                      | Zentai László ezredes          | Kovács Péter                            |                               |                  |                  |
| 2013 | Dr. Bús János nyá. alezredes         | Hangácsi István nyá. alezredes | Surányi Zsolt zászlós                   |                               |                  |                  |
| 2013 | Dr. Szabó Péter alezredes            | Hatos Gyula                    | Nagy László főtörzsőrmester             |                               |                  |                  |
| 2013 | Heinz Kälberer                       | Szarvas Gábor                  | Peresztegi Gergely                      |                               |                  |                  |
| 2013 | Zsigmond János                       | Noll Katalin                   | Prutkay János                           |                               |                  |                  |
| 2013 |                                      | Vitos József                   | Strömpl András                          |                               |                  |                  |
| 2014 | Michal Luty                          | Giovanni Terranova             | Kovács Ferenc                           |                               |                  |                  |
| 2014 | Balaskó Edina                        | Dr. Bozsonyi Károly            | Pető Attila                             |                               |                  |                  |
| 2014 |                                      | Vásárhelyi Gábor               | Havasi Imre nyá. ezredes                |                               |                  |                  |
| 2014 |                                      | Pintér Tamás                   |                                         |                               |                  |                  |
| 2015 | Rolf Wiedemann                       | Petru Costin ezredes           | Bréda Tivadar                           |                               |                  |                  |
| 2015 |                                      | Dr. Körmendy Adrienne Erzsébet | Fülöp András törzsőrmester              |                               |                  |                  |
| 2015 |                                      | Pócsik László nyá. ezredes     |                                         |                               |                  |                  |
| 2016 | Giacomo Framarin                     | Pál Zoltán                     | Bíró Ákos                               |                               |                  |                  |
| 2016 |                                      | Tóth Tibor                     | Fekete Dávid                            |                               |                  |                  |
| 2016 |                                      | Robert Zaka                    | Dr. Villém Franek                       |                               |                  |                  |
| 2016 |                                      |                                |                                         |                               |                  |                  |
| 2017 | Mario Eichta                         | Emődi István                   | özv. Kalocsa Lászlóné                   |                               |                  |                  |
| 2017 | Attilio Gomitolo Maria               | Husonyicza Gábor               | Arne Schrader                           |                               |                  |                  |
| 2017 | Varga Ferenc                         |                                |                                         |                               |                  |                  |
| 2018 | Anatolij Nyecsajev                   | Masa Klavora                   | Marie-Christine Winston                 |                               |                  |                  |
| 2018 |                                      | Peter Lothar Lindau            | Greskó Sándor                           |                               |                  |                  |
| 2018 |                                      | Schvéd Norbert                 | Kakuk Balázs                            |                               |                  |                  |
| 2018 |                                      | Mitsch Richárd                 |                                         |                               |                  |                  |
| 2019 | Joanna Florkiewicz-Kamieniarczyk     | Paul Gulda                     | Besnyi Gábor Győző őrgy.                |                               |                  |                  |
| 2019 | Tolocsko Vaszilij Vasziljevics       |                                | Czemerynski Andrij Mihajlovich          |                               |                  |                  |
| 2019 |                                      | Rózsafi János                  |                                         |                               |                  |                  |
| 2019 |                                      | Dr. Stencinger Norbert         |                                         |                               |                  |                  |
| 2020 | Kirilin A. Valentinovics nyá. vőrgy. | Marco Ciampini ddtbk.          | Alt Norbert                             |                               |                  |                  |
| 2020 | Szilágyiné Bátorfi Edit              | Jákob János ddtbk.             | Berei Károly                            |                               |                  |                  |
| 2020 |                                      | Heltai Zsuzsanna               | Hegedűs Ágoston Kálmán                  |                               |                  |                  |
| 2020 |                                      | Miroslaw Majkowski             |                                         |                               |                  |                  |
| 2021 | Berta Tibor dandártábornok           | Básthy Béla                    | Bognár István ezredes                   |                               |                  |                  |
| 2021 |                                      | Dr. Lukács Bence Ákos          | Kiss László Ferenc ezredes              |                               |                  |                  |
| 2021 |                                      | Takács Attila Géza vezérőrnagy | Mezei József                            |                               |                  |                  |
| 2021 |                                      | Dr. Ravasz István alezredes    |                                         |                               |                  |                  |
| 2022 | Vargha Tamás                         | Bréda Tivadar                  | Kovács Zoltán                           |                               |                  |                  |
| 2022 |                                      | Szabó József ezredes           | Kollár Csaba                            |                               |                  |                  |
| 2022 |                                      | Csákvári Sándor                |                                         |                               |                  |                  |

1. ↑  Hadisir. hadisir.militaria.hu. (Hozzáférés: 2023. április 25.)